# Benjamin J. Clawson
Benjamin J. Clawson (auch Benjamin Junior Clawson, B. J. Clawson, * 9. Januar 1881 in Dixonville, Indiana County, Pennsylvania, Vereinigte Staaten; † 25. Juli 1977 in Stockton, San Joaquin County, Kalifornien, Vereinigte Staaten) war ein US-amerikanischer Pathologe.

## Leben

### Familie und Ausbildung
Der aus der im US-Bundesstaat Pennsylvania gelegenen Unincorporated Community Dixonville gebürtige Benjamin J. Clawson, Sohn des Andrew Bingham Clawson und der Martha Jane Volvin Clawson, studierte nach dem High-School-Abschluss  an der University of Kansas, 1909 erwarb er den akademischen Grad eines Bachelor of Science, 1911 den eines Master of Arts. Im Anschluss widmete er sich dem Studium der Medizin am Rush Medical College, 1917 wurde er zum Doctor of Medicine promoviert. Im Jahre 1919 erhielt er einen Doctor of Philosophy an der University of Chicago.
Der überzeugte Anhänger der Republikaner Benjamin J. Clawson heiratete am 22. Juni 1911 Vera M. Jennings. Er starb im Juli 1977 im Alter von 96 Jahren in Stockton im US-Bundesstaat Kalifornien.

### Beruflicher Werdegang
Benjamin J. Clawson trat 1911 eine Stelle als Assistant Professor of Pathology am Oklahoma Agricultural and Mechanical College (A&M) in Stillwater an, 1912 wechselte er als Instructor in Pathology an die University of Kansas nach Lawrence, 1915 wurde er zum Assistant Professor ernannt, 1917 schied er aus. Nach einer darauffolgenden zweijährigen Anstellung als Instructor in Pathology an der University of Chicago folgte er einem Ruf als Professor of Pathology an die University of North Dakota nach Grand Forks. 1921 übersiedelte Benjamin J. Clawson als Assistant Professor of Pathology an die University of Minnesota nach Minneapolis, 1925 wurde er zum Associate Professor, 1930 zum Full Professor befördert. Benjamin J. Clawson wurde am 15. Juni 1949 emeritiert.
Der renommierte Pathologe Benjamin J. Clawson veröffentlichte zahlreiche Artikel insbesondere über den Bereich Herzkrankheiten in Fachzeitschriften. Er hatte Mitgliedschaften in der Society of  American Bacteriologists, der American Association of Pathologists and Bacteriologists, der International Society of Medical Museums, der American Association for Cancer Research, der Minnesota Society of Pathologists und der wissenschaftlichen Vereinigung Sigma Xi inne.

## Schriften
- Histology of Janusia gracilis. in: University of Kansas science bulletin, Volume 7, Issue 8. University of Kansas, Lawrence, Kan., 1913
- Preliminary report on the production of hidrocyanic acid by bacteria. in: Journal of Biological Chemistry. Volume 15. American Society for Biochemistry and Molecular Biology, Baltimore etc., 1913, S. 419–422.
- Varieties of streptococci with special reference to constancy : a dissertation submitted to the faculty of the Ogden Graduate School of Science in candidacy for the degree of Doctor of Philosophy. Ph. D. University of Chicago 1919. in: Journal of Infectious Diseases. Volume 26, Issue 2. University of Chicago Press, Chicago, Ill., 1920
- Studies on the Etiology of Acute Rheumatic Fever. in: Journal of Infectious Diseases. Volume 36, Issue 5. University of Chicago Press, Chicago, Ill., 1925, S. 444–456.
- The Destruction of Tubercle Bacilli within Phagocytes In Vitro. in: Journal of Infectious Diseases. Volume 58, Issue 1. University of Chicago Press, Chicago, Ill., 1936, S. 64–69.
- Incidence of types of heart disease among 30,265 autopsies, with special reference to age and sex. in: American Heart Association: American Heart Journal. Volume 22, Issue 5. Published by Mosby, Inc., St. Louis, 1941, S. 607–624.
- zusammen mit E. T. Bell, George E. Fahr: Hypertension : a symposium held at the University of Minnesota on September 18,19 and 20, 1950, in honor of Elexious T. Bell, Benjamin J. Clawson, and George E. Fahr. University of Minnesota Press, Minneapolis, 1951